# هيلتون كارترايت
هيلتون كارترايت (14 فبراير 1992 في زيمبابوي - ) (بالإنجليزية: Hilton Cartwright)‏ هو لاعب كريكت أسترالي. شارك مع منتخب أستراليا الوطني للكريكت. أما مع النوادي، فقد لعب مع نادي مقاطعة ميدلسكس للكريكت ‏ وفريق غرب أستراليا للكريكت ‏ وPerth Scorchers ‏.

## وصلات خارجية
- هيلتون كارترايت على موقع إي آس بي آن كريك إنفو (الإنجليزية)